# Mangas de alpaca
Mangas de alpaca são peças de vestuário utilizadas por funcionários administrativos durante as suas tarefas diárias, em meados do século XX. São mangas postiças, desde os punhos até ligeiramente acima dos cotovelos, apertadas nas extremidadades com um elástico. Eram vestidas por cima do seu casaco, de forma a não o danificar durante o serviço.

## Origem
No início do século XX, o trabalho administrativo ainda era completamente manual: a máquina de escrever era utilizada para dactilografar documentos e quase todos os registos eram efectuados utilizando caneta de tinta permanente. A tinta demorava segundos a secar, podendo facilmente criar borrões.
Os funcionários estavam proibidos de trabalhar de 'braços arregaçados' ou em mangas de camisa, sendo obrigados a utilizar casaco durante todo o tempo de serviço.
Para evitar danificar o casaco, os funcionários administrativos vestiam umas mangas por cima deste, que absorveriam a tinta em excesso, permitindo que continuassem a escrever sobre a tinta fresca.
Estas mangas popularizaram-se entre os funcionários administrativos, tendo-se tornado uma indumentária indispensável e um símbolo iconográfico do próprio funcionário administrativo e do modelo de organização burocrático.
O material mais utilizado na produção destas mangas era fibra de alpaca, seguida de lã de merino, daí o nome pelo qual ficaram conhecidas.

## Expressão popular
A expressão popular 'manga de alpaca' ou 'mangas de alpaca' é um termo pejorativo utilizado para designar profissionais  com funções rotineiras, que utilizam processos antiquados e que são excessivamente zelosos com os aspectos burocráticos.

Geralmente a expressão é utilizada para designar funcionários administrativos de repartições públicas ou contabilistas excessivamente rigorosos com os formalismos.

## Actualidade
A popularização da esferográfica após a Segunda Guerra Mundial tornou a utilização de mangas-de-alpaca obsoleta, tendo desaparecido por completo poucos anos depois. A expressão pejorativa "mangas-de-alpaca" caiu também em desuso, sendo praticamente desconhecida pelas gerações que nunca assistiram à sua utilização.